# The Woman in the Yard
The Woman in the Yard es una película de terror psicológico estadounidense de 2025 dirigida por Jaume Collet-Serra y escrita por Sam Stefanak en su debut como guionista de largometrajes. La película está protagonizada por Danielle Deadwyler, Okwui Okpokwasili, Peyton Jackson, Estella Kahiha y Russell Hornsby.
The Woman in the Yard fue estrenada en Estados Unidos por Universal Pictures el 28 de marzo de 2025.

## Argumento
Ramona es una madre viuda que quedó discapacitada después de un accidente automovilístico que mató a su esposo David. Ella cuida de sus dos hijos Taylor y Annie, pero es estricta y emocionalmente distante de ellos. Una misteriosa mujer vestida de negro aparece en el patio delantero afirmando que "hoy es el día". Después de una breve e inquietante conversación con la Mujer, Ramona aconseja a sus hijos que se mantengan alejados de ella. Taylor no está convencido por la historia de su madre y le dice que necesita deshacerse de su invitado no deseado o él lo hará. Esto hace que Ramona pierda los estribos y arroje una taza al suelo de la cocina por enojo y envíe a Taylor a su habitación. Pero él la desobedece y acerca una silla frente a la ventana que da al patio donde la mujer todavía está sentada.
Ramona le asegura a Taylor que manejará la situación y hará que la mujer se vaya. La mujer se acerca misteriosamente a la casa lo cual es notado por toda la familia. La mujer usa magia de sombras para atacar a su perro Charlie, quien como resultado desaparece y se presume muerto. Ramona experimenta sucesos extraños después de que aparece la Mujer. Después de un corte de luz en su casa que provoca que la familia tenga que comer la comida del congelador y el refrigerador, es decir, helado, Ramona nota que Charlie está callado y sale a buscarlo. Ella descubre que la cadena utilizada para atar a Charlie a su caseta de perro está rota y que también falta el collar de Charlie.
Ramona intenta mantener a los niños alejados de la mujer, quien parece conocer las verdaderas circunstancias de la muerte de David. Ramona convence a los niños de que él conducía y causó el accidente, pero en realidad era la propia Ramona quien conducía y estrelló el auto después de una discusión con David sobre su infelicidad con su vida, su matrimonio y su familia. La mujer entonces parece estar usando un poder oscuro para antagonizar a la familia y aparentemente quitarle a los niños. Ramona se entrega a la Mujer y acepta enviar a los niños lejos para que estén a salvo si ella va a morir.
Se revela que la Mujer es una manifestación física de la psique de Ramona y solo apareció porque Ramona estaba orando por ella. Cuando se le pregunta por qué oró, ella afirma que fue por la fuerza para seguir adelante después de la muerte de David, cuando en realidad estaba orando por la fuerza para terminar con su vida debido a su depresión. La mujer pretende ayudarla a suicidarse, convenciendo a Ramona de que los niños están mejor sin ella.
Después de que Ramona se despide de sus hijos, la mujer la conduce a la granja y la ayuda a apuntarse con el rifle. Los niños regresan junto con Charlie y la mujer desaparece. Preguntan si la Mujer regresará y Ramona les asegura que estará lista. Mientras se abrazan, la cámara enfoca la casa y revela una pintura que Ramona no había terminado y que muestra su rostro y el de la Mujer junto con el nombre de Ramona escrito al revés.

## Reparto
- Danielle Deadwyler como Ramona
- Okwui Okpokwasili como La Mujer
- Russell Hornsby como David, el marido de Ramona
- Peyton Jackson como Taylor, el hijo de Ramona
- Estella Kahiha como Annie, la hija de Ramona.

## Producción
En febrero de 2024, se anunció que Universal Pictures y Blumhouse estaban desarrollando una película de suspenso y terror titulada The Woman in the Yard . Jaume Collet-Serra había sido contratado para dirigir y Sam Stefanak escribiría el guion, con Danielle Deadwyler en el papel principal. En abril de 2024, se informó que Okwui Okpokwasili y Russell Hornsby se habían unido. En mayo, Peyton Jackson y Estella Kahiha se unieron al elenco en papeles no revelados.

### Rodaje
La fotografía principal comenzó el 26 de abril de 2024.

## Estreno
The Woman in the Yard se estrenó en los Estados Unidos el 28 de marzo de 2025. Anteriormente, su estreno estaba programado para el 10 de enero de 2025, antes de ser eliminada brevemente del calendario de estrenos.

## Recepción

### Taquillas
En Estados Unidos y Canadá, The Woman in the Yard se estrenó junto con A Working Man, The Penguin Lessons y Death of a Unicorn, y se proyectó que recaudaría alrededor de 5 millones de dólares en 2.842 salas en su fin de semana de estreno.  La película recaudó 3,7 millones de dólares en su primer día, incluidos unos 875.000 dólares recaudados en los preestrenos del jueves por la noche. Continuó teniendo un rendimiento superior y debutó con $ 9,4 millones, terminando en cuarto lugar.   En su segundo fin de semana, la película recaudó 4,5 millones de dólares (una caída del 52%), quedando en quinto lugar.  

### Respuesta crítica
En el sitio web de reseñas Rotten Tomatoes, el 41 % de las 69 críticas son positivas. El consenso del sitio web dice: « The Woman in the Yard tiene una premisa muy prometedora y escalofriante, y Danielle Deadwyler ofrece una actuación comprometida, pero la metáfora excesiva de la historia deja poco espacio para el susto o la sorpresa». Metacritic, que utiliza un promedio ponderado, le asignó a la película una puntuación de 51 sobre 100, basándose en 17 críticos, lo que indica reseñas «mixtas o regulares». El público encuestado por CinemaScore le dio a la película una calificación promedio de «C–» en una escala de A+ a F.
David Fear, de la revista Rolling Stone, escribió: "Como un cuento particularmente conciso y deliberadamente elíptico, The Woman in the Yard aprovecha rápidamente este escenario cautivador de "¿Qué está pasando aquí?" para causar todo el terror que merece, sin tener necesariamente prisa por poner a la gente al corriente de todos los detalles de esta situación complicada".  Wendy Ide, de The Observer, le dio a la película 3/5 estrellas y escribió: "El inexorable y progresivo escalofrío de este misterioso juego de "¿Qué hora es, señor Lobo?" se disipa casi por completo, sin embargo, durante un tercer acto enrevesado en el que la historia se enreda y el público queda demasiado desconcertado como para recordar tener miedo".  Frank Scheck de The Hollywood Reporter dijo que la película "contradice su título engañosamente insulso con sus considerables ambiciones temáticas. La película no está a la altura de ellas, pero merece crédito por intentar algo diferente en un género sobresaturado y frecuentemente explotador". 
Tim Robey, de The Daily Telegraph, le dio a la película 2/5 estrellas, diciendo: "[Jaume Collet-Serra] puede dar sustos sobresaltadores típicos de la industria, conseguir que los diseñadores de sonido nos entusiasmen y tejer un juego de sombras genial que sin duda logra hacerse notar a pesar de la ausencia de una trama real. Pero hay poco aquí que nos quite el sueño, o que nos impida olvidarlo por completo mañana".  Hoai-Tran Bui, de Inverse, escribió: " La mujer en el patio no es un fracaso total como película de terror, gracias a las habilidades de dirección de Collet-Serra y a una actuación central realmente magnífica de Deadwyler. Pero, a pesar de su fuerte comienzo y su intrigante premisa, finalmente se desmorona en sus minutos finales, gracias a su narrativa confusa y sobrecargada". 